# دایتونا اسپورت‌کار
دایتونا اسپورت‌کار (Daytona Sportscar) خودرویی است که از سال ۲۰۰۱ تا کنون تولید شده‌است.
این خودرو در کلاس خودرو GT قرار گرفته، است.